# Mirko Antonucci
Mirko Antonucci (* 11. März 1999 in Rom) ist ein italienischer Fußballspieler. Der Flügelspieler steht bei der AS Rom unter Vertrag und ist an Delfino Pescara 1936 ausgeliehen.

## Karriere

### Verein
Antonucci wurde Anfang der 2010er Jahre in die Jugendabteilung der AS Rom aufgenommen und ist seit 2016 Bestandteil der Primavera-Mannschaft.
Im Sommer 2017 nahm er an der Vorbereitung der Serie-A-Mannschaft teil und kam in verschiedenen Testspielen zum Einsatz. In der Folge stand er am zweiten und fünften Spieltag der Saison 2017/18 im Kader der Giallorossi. Am 28. September 2017 unterschrieb Antonucci seinen ersten Profivertrag bei der AS Rom mit einer Laufzeit bis 2022. Nach weiteren Kaderplätzen im Dezember und November 2017 kam er im Januar 2018 zu seinen ersten beiden Einsätzen. Sein Debüt gab er am 24. Januar im Nachholspiel gegen Sampdoria Genua, als er für Cengiz Ünder eingewechselt wurde und den Ausgleich durch Edin Džeko vorbereitete. Nur vier Tage später wurde er erneut gegen Sampdoria eingewechselt. Seinen nächsten Einsatz verbuchte Antonucci am 2. Mai beim 4:2-Erfolg über den FC Liverpool im Rückspiel der Champions League.

### Nationalmannschaft
Antonucci durchlief von 2014 bis 2016 die U15-, U-16-, U-17- und U-18-Nationalmannschaft Italiens. In insgesamt 23 Partien gelang ihm ein Treffer.